# 時の娘
『時の娘』（ときのむすめ、The Daughter of Time）は、ジョセフィン・テイ作の長編推理小説。グラント警部シリーズの一作で、1951年に発表された。悪名高い15世紀のイングランド王リチャード3世の「犯罪」を、現代の警察官が探究する。テイは本書出版後間もなく没している。
テイの代表作と呼ばれる本作は、探偵役が歴史上の謎を解き明かす歴史ミステリの名作として、またベッド・ディテクティヴの嚆矢的作品として知られる。
日本語版の翻訳権は早川書房が独占所有する。1954年に村崎敏郎訳でハヤカワ・ミステリから刊行、1975年に小泉喜美子訳でハヤカワ・ミステリから刊行、1977年に小泉訳でハヤカワ・ミステリ文庫から刊行された。

## 物語
スコットランドヤード（ロンドン警視庁）のアラン・グラント警部（Alan Grant）は犯人を追跡中に足を骨折して入院、ベッドから動けずに退屈を持て余していた。友人である女優のマータ・ハラード（Marta Hallard）は、歴史上のミステリーを探究すれば退屈がまぎれるのではないかと提案する。グラントは人間の顔からその性格を見抜くことに自信を持っており、マータは何枚もの歴史上の人物の肖像画を持参する。
その中の1枚、グラントの眼には良心的で責任感のある人物として映った肖像画は、イギリス史上の「稀代の悪王」として悪名高いリチャード3世のものだった。シェイクスピアの戯曲にも描かれたリチャード3世は、せむしで醜悪な容貌を持ち、狡猾な策略で王位を簒奪して、2人の幼い甥（エドワードとリチャード）をロンドン塔に幽閉して殺害したとされる。だが、リチャード3世は世上広く語られるように「塔の王子たち」 (Princes in the Tower) を殺害した極悪人なのだろうか?　グラントは友人たちの力を借り、医師や看護婦たちと会話しながら、リチャード3世の生涯と彼にかけられた「塔の王子殺し」の容疑を調べ推理を重ねていく。
マータに引き合わされた、大英博物館に籍を置くアメリカ合衆国出身の若い歴史研究者ブレント・キャラダイン（Brent Carradin）の助けを得たグラントは、数週間にわたって史料を紐解き、犯罪捜査の方法をもって推理を重ねる。グラントとキャラダインがたどり着いた結論は、リチャード3世の「化け物」や「せむし男」という流布されたイメージともども、甥を殺害したという嫌疑はリチャード3世を打倒したチューダー朝によって不当に着せられたものである、というものであった。
彼らは独自にたどり着いたこの「歴史的発見」を「新説」として発表しようと目論む。だが、こうした説は「リカーディアン」と呼ばれる歴史愛好家たちによって古くから提唱されていたものだった。

## タイトルについて
タイトルの『時の娘』（The Daughter of Time ）とは、「真実は時の娘」（英語：Truth is the daughter of time.あるいはTruth, the daughter of Time. ラテン語：VERITAS TEMPORIS FILIAあるいは、VERITAS FILIA TEMPORIS）というフレーズの一部であり、「時の娘」とは「真実」「真理」（Truth）を意味する。「真実は、今日は隠されているかもしれないが、時間の経過によって明らかにされる（明らかになる）」という意味だとされている。フランシス・ベーコンの『ノヴム・オルガヌム』（Novum Organum）（「真理は「時」の娘であり、権威の娘ではない。」Veritas Temporis filia dicitur, non Authoritatis.）やメアリー1世の肖像画（「真実は時の娘」はメアリー1世のモットーだと言われている）、メアリー1世の時代のコイン（4ペンス銀貨）、レオナルド・ダ・ヴィンチの残したメモなど、様々な所に見受けられるフレーズである。もちろん、この小説の冒頭にも引用がある。
この「時の娘」というフレーズが登場する古い記述は、アウルス・ゲッリウスが紀元前2世紀に著した『アッティカ夜話』（Noctes Atticae）の 12巻11章においてである。ペレグリノスという哲学者が、ソポクレスの「何も隠そうとしてはならない。時はすべてを聞く者にしてすべてを白日に晒すから」（英語：See to it lest you try aught to conceal; Time sees and hears all, and will all reveal.）という詩の一節を口ずさむという形で登場する。また、アウルス・ゲッリウスは同じ章において、「今となっては名前が記憶から抜け落ちてしまった別の古い詩人が、真実を時の娘と呼んだ（英語：called Truth the daughter of Time.（原文：Veritatem Temporis filiam esse） 」と記述している。

## テーマ
この小説は、「歴史がいかにして作られるのか」を探究し、確かな証拠がないにもかかわらずあたかも真実のように受け容れられている「神話」についても述べている。巨大な「神話」の作られ方を理解するグラントは、リチャード3世の場合にも勝者であるチューダー朝によって記された虚構が「歴史」として現在も流布しているのだという答えを導き出す。
この小説はさまざまな歴史叙述のあり方をなぞり、パスティーシュしている。グラントの調査は、子供向けの歴史物語の本に始まって一般向けのさまざまな歴史書に移り、学術的な『タナー歴史体系』（Tanner's Constitutional History of England）、基本文献として使われてきたトマス・モアの『リチャード3世伝』（History of King Richard III）に至る。またグラントは、リチャード3世の母セシリー・ネヴィルを主人公とした小説『レイビィの薔薇』The Rose of Raby（架空の作品）を読む。
著者は作中で、一般的に広く知られ、事実として信じられてはいるが真相は異なる「歴史的な神話」について言及している。たとえば1910年にウェールズのトニイパンディで軍隊が民衆に発砲したという「事件」（トニイパンディ暴動）や、「ボストン大虐殺事件」、スコットランドのカヴェナンターの「殉教」、スコットランド女王メアリーの「悲劇的な生涯」などである。作中でグラントは「トニイパンディ」（Tonypandy）という言葉を、広く信じられている歴史的な神話、当事者が虚構と知りながら意図的に流布され信じられるようになった偽史の代名詞として用いており、リチャード3世の生涯もまたこれにあたると述べている。これは、歴史に対する不正義が人々の感情に訴えかける物語によって助長されていることに対する著者テイの嫌悪や不信を反映したもので、テイの他の作品にも同種の表明が見られる。
テイは、人間の容貌にその性格についての有効で信頼できる手がかりが現れるという、人相学（Physiognomy）に依った作品（『フランチャイズ事件』The Franchise Affair や『裁かれる花園』Miss Pym Disposes など）を著している。この作品でも、主人公グラントが証拠を求める知的な調査を始めるきっかけとなったのも、リチャードの肖像が殺人者の顔には見えないというグラントの（ひいては作者テイの）確信である。

## リチャード3世擁護論

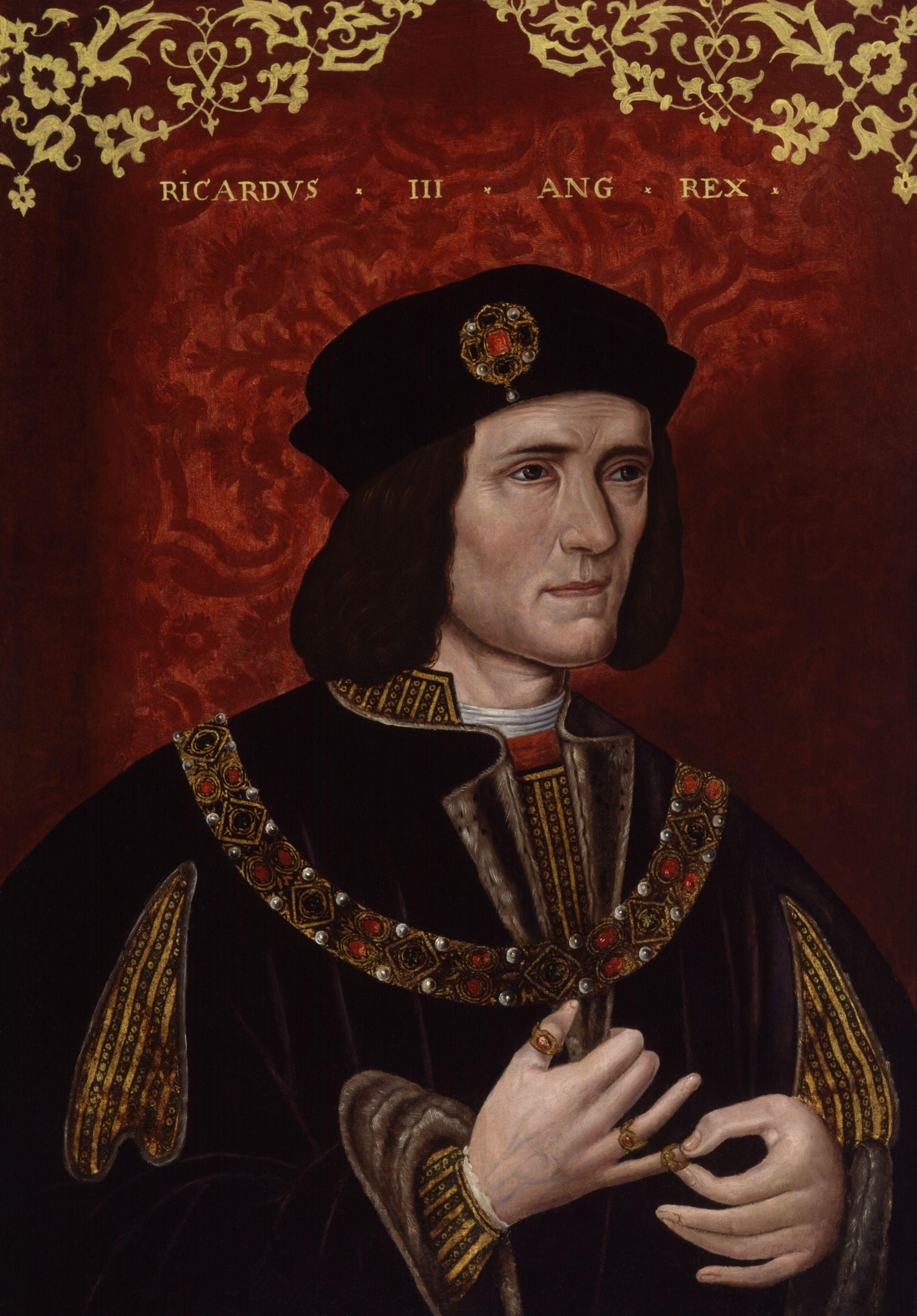
リチャード3世の肖像画（ナショナル・ポートレート・ギャラリー所蔵）。王室コレクションにある16世紀初頭の肖像画から、16世紀後半に模写されたものである。
『時の娘』では、このバージョンのコピーがグラントのベッドサイドに置かれている。

本作品は、リチャード3世の汚名を雪いで名誉回復を図ろうとする「リカーディアン」 (Ricardian (Richard III)) と呼ばれる歴史愛好家たちの著作の流れを汲むものである。本作品で展開されているテイの論は、1906年に刊行されたクレメンツ・マーカムの Richard III: his life & character, reviewed in the light of recent research. を下敷きにしている。
本作品で中心的に扱われるのは「塔の王子たち」の命運である。リチャード3世の兄であるエドワード4世の子、エドワード5世とリチャードは、リチャード3世によってロンドン塔に幽閉され、その後行方不明になった。彼らはリチャード3世によって暗殺された、というのが広く語られてきたことがらである。この作品では、リチャード3世が「塔の王子たち」を殺害したという嫌疑について、根拠がないと否定している。
この作品で展開されるリチャード3世擁護論の主要論点は以下の通り。
- リチャード3世が王子たちを殺害することには何の政治的メリットもない。リチャード3世は合法的に王に即位したのである。
- ヘンリー7世がロンドン塔を掌握した時点で、王子たちが行方不明になっていたという証拠はない。
- ヘンリー7世はリチャード3世に対する公権剥奪法を発したが、王子たちの「殺害」について何の言及もない。有罪の宣告はおろか、公的な告発もなされなかった。
- ヘンリー7世は、王子たちの死体を示してもおらず、また喪を命じたり国葬に付したりもしていない。
- 王子たちの母であるエリザベス・ウッドヴィルは、リチャード3世と良好な関係のままであった。
- 王子たちはむしろ、より遠い血縁から王位継承を主張するヘンリー7世にとって大きな脅威であった。

作中でグラントとキャラダインは、リチャード3世の即位に反対があったということには証拠がないとしている（バッキンガム公ヘンリー・スタッフォードの反乱には言及していない）。リチャード3世の存命中に「リチャード3世が2人の王子を殺害した」という噂があったことは確認しているが、噂は広く広がっていたものではなく、クロイランドの年代記 (Croyland Chronicle) とフランスの大蔵大臣 (Lord Chancellor of France) の発言がもととなったもので、大本の出所はジョン・モートン (John Morton (bishop)) であったとしている。モートンはリチャード3世の反対派に属した聖職者で（シェイクスピアの戯曲には「イーリー司教」として登場する）、チューダー朝ではカンタベリー大主教・大法官に栄達した。作中でグラントとキャラダインは、著名なトマス・モアが書いたとされている『リチャード3世伝』は、実はジョン・モートン（トマス・モアが小姓として仕えていた）によって書かれたものであるとしている（モートンの原稿をモアが写本したものがモアの死後に発見され、モートンの原稿が散逸していたためにモアの著書と見なされたのだという推論である）。作中でグラントとキャラダインは、2人の王子はリチャード3世の治世の間は存命であったが、ヘンリー7世によって殺害されたと結論付けている。
歴史作家の Alison Weir は、テイの論のいくつかの欠陥や、当時未発見であったためにテイが参照できなかった史料を提示している。たとえば、ドミニク・マンチーニ (Dominic Mancini) がイングランド滞在中に残した記録である（この記録は1969年に刊行された）。マンチーニによる記録は、リチャードによる二王子殺害の噂は当時なかったというテイ（ひいてはマーカム）の主張の反証となり得る。

## 文学的な影響と批評
この作品が出版された際に、アントニー・バウチャーはこの作品を「推理小説分野において、永く古典とされる作品。今年最も優れた作品ではなく、時を越えて優れた作品の一つ（one of the permanent classics in the detective field.... one of the best, not of the year, but of all time）」と讃えた。また Dorothy B. Hughesは「今年の最も重要な作品の一つというだけでなく、ミステリー史上に残る作品（not only one of the most important mysteries of the year, but of all years of mystery）」と評している。この小説は、英国推理作家協会が1990年に発表した「史上最高の推理小説100冊」の第一位に選ばれた。
ウィンストン・チャーチルはその著作 History of the English-Speaking Peoples（1956 – 58年）の中で、リチャードが塔の王子たちを殺害したと信じているとしながら「歴史に関する論争を提起する独創的な書籍が多く出ている（It will take many ingenious books to raise the issue to the dignity of a historical controversy）」と述べている。Alan Lascelles卿は、チャーチルとこの本について議論したことを書き残しており、おそらくはその7年前に出版されたテイのこの小説が念頭に置かれている。
2012年にPeter Hitchensは、『時の娘』について「これまで書かれてきた中で最も重要な本の一つ（one of the most important books ever written）」と評している。
Guy M. Townsend の推理小説 To Prove a Villain は同じテーマを扱っているが、テイの主張について「絶望的な門外漢で、クレメンツ・マーカムからの引用の「奴隷」になっており信用しがたい（hopelessly unprofessional and untrustworthy for her 'slavish' following of Clements Markham's argument）」と強烈な批判を加えている。
ジュリアン・シモンズは、『ブラッディ・マーダー』において、ブレント・キャラダインが史料探索の終わりになって初めて過去のリチャード三世無罪論を見つける、という不自然さを批判している。
週刊文春で実施されたベスト投票東西ミステリーベスト100において、1986年版海外部門44位・2012年版海外部門39位。

## 同じテーマを扱った作品
- 推理作家エリザベス・ピーターズの小説『リチャード3世「殺人」事件』（The Murders of Richard III）は、テイの『時の娘』に繰り返し言及している。
- コリン・デクスターの『オックスフォード運河の殺人』（The Wench is Dead）は、入院した警察官が歴史上のミステリーを解き明かすプロットが共通である。
- 日本の高木彬光の『成吉思汗の秘密』（1958年）やそれに続く『邪馬台国の秘密』、『古代天皇の秘密』は、ベッド・ディテクティヴによる歴史ミステリという点で本作の影響を受けている。